# Börje Börjeson
Börje Börjeson född 1 juli 1881 i Kungsholms församling, Stockholm, död 8 oktober 1958 i Storkyrkoförsamlingen, Stockholm, var en svensk skulptör.
Han var son till John Börjeson och Louise Bartholin och bror till Gunnar och Lena Börjeson. Han var 1909–1920 gift med Vicken von Post-Börjeson och från 1934 med konstnären Märtha Kristina Lindeborg. 
Börjeson studerade vid Konstakademien i Stockholm 1906–1908, i Paris 1909–1910 samt under resor till Danmark och Norge. Tillsammans med Simon Gate och Gustaf Jansson ställde han ut i Stockholm 1911. Under studietiden i Paris medverkade han i ett par franska samlingsutställningar i Sverige har han medverkat i Sveriges allmänna konstförenings vårsalong 1925.
Börjeson har främst arbetat med porträttbyster och bland hans arbeten märks en bronsbyst av Per Brahe d. y. (1916) för Gränna stad, bysten över Carl Sahlin för Ingenjörsvetenskapsakademien och Martin Sundell för Kooperativa förbundet. Börjeson är representerad vid Kalmar konstmuseum.